# Fania di Ereso
Fania di Ereso o Fenia di Ereso (in greco antico: Φαινίας ὁ Ἐρέσιος?, Phainías ho Erésios; Ereso, 350 a.C. circa – ...) è stato un filosofo e storico greco antico.

## Biografia
Fania nacque, probabilmente intorno al 360 a.C., a Ereso, nell'isola di Lesbo. 
Si recò ad Atene intorno al 332 a.C. e si unì a Teofrasto nella scuola peripatetica, diventandone, dopo il compatriota, il discepolo più illustre. Una lettera proprio di Teofrasto a Fania viene menzionata da Diogene Laerzio, riguardo al ἴουλος (millepiedi?), che testimonia un interesse comune per gli animali oltre che per le piante.

## Opere
Delle sue opere restano una quarantina di frammenti, dai quali traspare il tipico interesse per la ricerca biografica dei peripatetici e l'attenzione, peraltro già presente in Aristotele e Teofrasto, per la botanica e la paradossografia.
Si occupò di logica, componendo delle Categorie sulla scorta del maestro, Analitici, De interpretatione e scritti polemici Contro i Sofisti e  Contro Diodoro (probabilmente Diodoro Crono). Sei frammenti richiamano un De plantis che accosta Fania all'amico Teofrasto nella comunanza di interessi per le piante.
Ad un interesse biografico tipico dei peripatetici rimandano titoli come Sui Socratici, Sui poeti, Sui tiranni di Sicilia, cui era legato Sugli omicidi di tiranni per vendetta e, legato alla sua patria, Sui pritani di Ereso. A un'opera non precisata rinviano elementi biografici e storici relativi a Solone e Temistocle